# Дудовил (Приморска Сена)
Дудовил (фр. Doudeauville) насеље је и општина у северној Француској у региону Горња Нормандија, у департману Приморска Сена која припада префектури Дјеп.
По подацима из 2011. године у општини је живело 91 становника, а густина насељености је износила 23,1 становника/km². Општина се простире на површини од 3,94 km². Налази се на средњој надморској висини од 185 метара (максималној 206 m, а минималној 108 m).

## Демографија
| 1962. | 1968. | 1975. | 1982. | 1990. | 1999. | 2011. |
| ----- | ----- | ----- | ----- | ----- | ----- | ----- |
| 88    | 108   | 102   | 72    | 68    | 81    | 91    |

График промене броја становника у току последњих година